# Veríssimo Dias Quintas
Veríssimo Dias Quintas (* 1. März 1935 in Portugiesisch-Timor; † 27. August 1999 in Lospalos, Osttimor) war ein osttimoresischer Adliger. Er war Liurai von Lospalos.

## Werdegang
Als Kind erlebte Quintas die Besetzung seiner Heimat durch Japan (1942–1945).
In der Zeit, als die Portugiesen ihren Abzug von Timor vorbereiteten, war Quintas zunächst Mitglied der linksorientierten FRETILIN, entschied sich aber später zum Schutz seiner Familie, Mitglied der UDT zu werden, wo er schnell ein regional führendes Mitglied wurde. Sein Bruder Filipe Dias Quintas war erster Sekretär der FRETILIN im Distrikt Lautém und auch sein Bruder Nicolão war Mitglied der FRETILIN. Die UDT unterlag im Distrikt in Probeabstimmungen der FRETILIN, was zu einem Putschversuch der UDT führte. Im kurz aufflammenden Bürgerkrieg wurde die UDT geschlagen. Der Einfluss von Quintas bei der FRETILIN rettete mehreren Menschen das Leben vor radikalen Kräften in deren Reihen. Kurz darauf besetzte Indonesien Osttimor.
Quintas schloss sich dem bewaffneten Widerstand der FALINTIL an, die damals noch zur FRETILIN gehörte. Ihr gehörte er Ende der 1970er Jahre noch an, gab aber später den bewaffneten Kampf auf, aufgrund von Querelen um die richtige Strategie nach dem Tod von FALINTIL-Kommandeur Nicolau dos Reis Lobato 1978. Auch wenn Quintas sich mit den Indonesiern arrangierte, nutzte er seine gewisse Immunität, um für die Unabhängigkeit Osttimors Partei zu ergreifen. Nach Angaben der Familie gründete Quintas mit Familienmitgliedern und Freunden die geheime Gruppe Tongsus. Sie wurde zwar von der indonesischen Armee aufgestellt, ausgebildet und bewaffnet, Quintas nutzte sie aber zu Operationen gegen die Besatzungsmacht im Untergrund. Die Gruppe flog auf, die meisten der 37 Mitglieder, darunter Quintas Bruder Nicolão, wurden getötet und Quintas wurde für ein Jahr in Baucau gefangen gehalten, bevor er nach Lospalos zurückkehren durfte.
Ende 1982 organisierte Quintas ein Treffen von Gatot Purwanto, dem neuen Kommandanten der indonesischen Streitkräfte vor Ort, mit José da Conceição (Jony), dem FRETILIN-Chef des östlichen Widerstandssektors, und dem lokalen FALINTIL-Chef Lari Mau (Justo Bernadino). Ziel war es, eine Beendigung der Kämpfe zu erreichen. Auch an Waffenstillstandsgesprächen im März 1983 war Quintas beteiligt.
In den 1990er Jahren wurde Quintas lokaler Chef der Dachorganisation der Unabhängigkeitsbewegung CNRT. 1999 wurde er in diesem Amt von Victor da Costa abgelöst. Für den 30. August desselben Jahres war unter Führung der Vereinten Nationen ein Unabhängigkeitsreferendum angesetzt worden, wofür Quintas öffentlich warb. Am 2. August wurde das lokale CNRT-Büro im Haus von Quintas eröffnet.
Pro-indonesische Milizen (Wanra) und indonesische Sicherheitskräfte versuchten mit Terror, die Bevölkerung einzuschüchtern. Am 27. August wurden Quintas und Costa von einer Gruppe indonesischer Soldaten und Mitgliedern der Wanra Team Alfa brutal ermordet. Quintas wurde mehrfach von Macheten getroffen, sein Haus niedergebrannt. Hier hatten etwa 30 CNRT-Unterstützer Schutz gesucht.
Am 29. August wurde Quintas bei seinem Haus beerdigt. Zwölf Personen wurden im November 2002 vor der Sonderkammer des Distriktsgerichts in Dili, dem Special Panels for Serious Crimes (SPSC), als Täter beziehungsweise Anstifter für den Mord an Quintas von der Staatsanwaltschaft angeklagt. Das Verfahren endete 2004 aber mit einem Freispruch für den Vorwurf des Mordes.

## Sonstiges
Quintas war verheiratet mit Olinda Quintas. Die Familie von Quintas eröffnete später hinter seinem Wohnhaus ein Restaurant, das sie zu seinen Ehren nach dem Todestag „27@Restaurant“ nannten.